# Перейра, Себастьян
Себастьян Перейра (исп. Sebastian Rafael Dás Pereira; род. 17 июля 1976, Нова-Игуасу, Рио-де-Жанейро) — бразильский дзюдоист, чемпион Бразилии, чемпион и призёр Панамериканских чемпионатов, призёр Панамериканских игр и чемпионата мира, участник летних Олимпийских игр 1996 года в Атланте.

## Карьера
Выступал в лёгкой (до 71-73 кг) весовой категории. В 2003 году стал чемпионом Бразилии. Чемпион (1996 год) и серебряный призёр (1997) континентальных чемпионатов. В 1999 году завоевал бронзу Панамериканских игр и чемпионата мира.
На летних Олимпийских играх 1996 года в Атланте занял пятое место.